# Hantec Markets
A Hantec Markets Limited é uma empresa global de serviços financeiros criada em 2009. Opera como parte da multinacional Hantec Group. A empresa fornece serviços de trading, incluindo Contratos por Diferença (CFD), e operações em várias classes de ativos, como Forex, commodities, metais e criptomoedas.

## História
A Hantec Markets foi fundada em 2009 por Bashir Nurmohamed e Tang Yu Lap como parte da expansão do Hantec Group, que foi criado em 1990 por Tang Yu Lap em Hong Kong.A marca Hantec garantiu várias licenças ao longo dos anos: em 2002, a Hantec obteve uma licença da Chinese Gold and Silver Exchange Society de Hong Kong. Em 2007, o grupo tornou-se regulado pela Agência de Serviços Financeiros no Japão, seguindo-se a aquisição de uma licença da Australian Securities and Investments Commission (ASIC) em 2008.
O objetivo inicial da Hantec Markets consistia em fornecer serviços financeiros regulados no Reino Unido, obtendo a sua licença da Financial Conduct Authority (FCA) em 2009. Começou a sua expansão global na América Latina, África e Ásia em 2015, quando a empresa foi constituída nas Ilhas Maurício, em janeiro, obtendo uma licença da Comissão de Serviços Financeiros das Ilhas Maurício. A empresa abriu escritórios na Nigéria, em 2017, na Tailândia, em 2019, e no Chile, em 2022, para expandir os seus serviços na África, Ásia e América Latina, respetivamente.
Em 2023, a Hantec Markets foi reconhecida com vários prêmios corporativos, incluindo “Most Transparent Broker Global” e “Most Trusted Broker Africa” nos Global Forex Awards. A empresa foi também nomeada a “Best Broker Asia” e recebeu reconhecimento pela “Best Trading Experience LatAm” e por ser a “Most Reliable Broker LatAm” no mesmo evento. Distinções adicionais foram atribuídas nos UF Awards relativos à Ásia-Pacífico, que reconheceram a Hantec Markets como a “Most Trusted Broker – Asia”, e na Forex Expo Dubai, que nomeou a empresa a “Best Provider of Trader's Funds Security Global”.

## Atividades
A Hantec Markets opera como uma subsidiária do Hantec Group. Permite a negociação de CFD multiativos em desktop, celular e web para diferentes produtos, incluindo Forex, índices, metais, ações, commodities e criptomoedas. A corretora patrocinou marcas desportivas conhecidas nos últimos anos, incluindo a Haas F1 Team, em 2022, bem como o Atlético de Madrid e o Fortaleza Esporte Clube, em 2025. Em 2024, a Hantec Markets apresentou um produto que permitia aos traders envolverem-se na negociação de pares de CFD, com a capacidade de negociar ações ou índices em pares. Isto foi seguido pelo lançamento da sua ferramenta de análise de mercado de IA em tempo real e sinais de negociação InsightPro em 2025, uma inovação que valeu à Hantec Markets o prémio “Best Trading Tools” nos Forex Brokers Awards 2025. A empresa também oferece a Hantec Social, uma plataforma de copy trading, que permite que os utilizadores repliquem as negociações de traders profissionais, e a Hantec Mobile, uma aplicação móvel de negociação, lançada em 2023.

## Operações
A marca Hantec é regulada em diversas jurisdições importantes, incluindo o Reino Unido, Austrália, Japão, Hong Kong e Ilhas Maurício. A empresa tem escritórios no Reino Unido, Ilhas Maurício, Tailândia, Nigéria e Chile. A sua força laboral global é composta de mais de 500 colaboradores, com operações na América Latina, África e Ásia.A Hantec Markets é liderada por Bashir Nurmohamed, como o CEO, e Nader Nurmohamed, como o COO. A Hantec Markets está também envolvida em esforços de caridade, tendo apoiado a Cruz Vermelha durante as enchentes de 2024 no estado do Rio Grande do Sul, no Brasil e Tailândia.